# Morti nel 1804
| Questa pagina contiene informazioni ricavate automaticamente dalle voci biografiche con l'ausilio del template Bio e di un bot. L'aggiornamento è periodico e automatico e ricostruisce completamente la pagina. Se manca una persona in questa lista, sei pregato di non aggiungerla, ma accertati piuttosto che la sua voce biografica contenga il template Bio e che i dati anagrafici siano correttamente compilati. Se il template Bio manca, inseriscilo tu stesso o, in alternativa, metti l'avviso {{tmp\|Bio}} che ne segnala la mancanza. Se i dati riportati sono sbagliati, correggi direttamente la voce biografica; le modifiche saranno visibili in questa lista entro pochi giorni. Per chiarimenti vedi il progetto biografie. La lista contiene solo le 161 persone che sono citate nell'enciclopedia e per le quali è stato implementato correttamente il template Bio. Pagina aggiornata al 10 lug 2025. |

## Gennaio(11)
- 4 gennaio - Charlotte Lennox, scrittrice e poetessa inglese (n. 1730)
- 9 gennaio - Frantz Hohlenberg, ingegnere e militare danese (n. 1764)
- 9 gennaio - Louis Marc Antoine di Noailles, militare francese (n. 1756)
- 14 gennaio - Pietro Antonio Novelli, pittore, incisore e scrittore italiano (n. 1729)
- 19 gennaio - Paul Kray von Krajowa, generale austriaco (n. 1735)
- 21 gennaio - Michail Michajlovič Golicyn, ufficiale russo (n. 1731)
- 21 gennaio - Ernst Gottfried Baldinger, entomologo e botanico tedesco (n. 1738)
- 26 gennaio - Pio Fantoni, ingegnere italiano (n. 1721)
- 26 gennaio - Giuseppe Pronio, generale italiano (n. 1760)
- 26 gennaio - José Nicolás de Azara, diplomatico, mecenate e collezionista d'arte spagnolo (n. 1730)
- 27 gennaio - Joseph von Deym, mecenate e scultore boemo (n. 1752)

## Febbraio(13)
- 2 febbraio - Jacques Draparnaud, naturalista e botanico francese (n. 1772)
- 2 febbraio - Giovanni Battista Tempesti, pittore italiano (n. 1729)
- 2 febbraio - George Walton, politico statunitense (n. 1749)
- 3 febbraio - Jacques Le Brigant, avvocato francese (n. 1720)
- 5 febbraio - Christian Joseph Jagemann, bibliotecario tedesco (n. 1735)
- 6 febbraio - Joseph Priestley, chimico e filosofo inglese (n. 1733)
- 7 febbraio - William Bingham, politico statunitense (n. 1752)
- 11 febbraio - François Philippe de Latour-Foissac, generale e ingegnere francese (n. 1750)
- 12 febbraio - Immanuel Kant, filosofo tedesco (n. 1724)
- 16 febbraio - Antonio Zatta, editore, cartografo e tipografo italiano (n. 1722)
- 17 febbraio - Edward Craggs-Eliot, I barone Eliot, politico inglese (n. 1727)
- 22 febbraio - Josef Benda, violinista e compositore ceco (n. 1724)
- 29 febbraio - Ludovico Flangini, cardinale, patriarca cattolico e filologo classico italiano (n. 1733)

## Marzo(21)
- 1º marzo - Carolina di Borbone-Parma, principessa italiana (n. 1770)
- 3 marzo - Giandomenico Tiepolo, pittore italiano (n. 1727)
- 4 marzo - Berardo Quartapelle, scienziato e agronomo italiano (n. 1749)
- 7 marzo - Thomas Malton, pittore e incisore inglese (n. 1748)
- 8 marzo - Carlo de Marco, politico italiano (n. 1711)
- 10 marzo - Domenico De Angelis, pittore italiano (n. 1735)
- 12 marzo - Angelo Fumagalli, abate e storico italiano (n. 1728)
- 13 marzo - Adriano Preite, architetto italiano (n. 1724)
- 14 marzo - Luigi de Baillou, violinista e compositore italiano (n. 1736)
- 16 marzo - Francesco Albergati Capacelli, scrittore, politico e commediografo italiano (n. 1728)
- 16 marzo - Henrik Gabriel Portham, scrittore e linguista finlandese (n. 1739)
- 18 marzo - Louis Jean Desprez, pittore e architetto francese (n. 1743)
- 20 marzo - Jean-Baptiste Lestiboudois, botanico e farmacista francese (n. 1715)
- 20 marzo - Benigno Zerafa, compositore maltese (n. 1726)
- 21 marzo - Luigi Antonio di Borbone-Condé, nobile francese (n. 1772)
- 25 marzo - José Campos Julián, arcivescovo cattolico spagnolo (n. 1727)
- 26 marzo - Wolfgang von Kempelen, inventore ungherese (n. 1734)
- 28 marzo - Frederik Christian Kaas, ammiraglio danese (n. 1727)
- 29 marzo - Ivan Chandoškin, violinista e compositore russo (n. 1747)
- 29 marzo - Johann Gottfried Schwanenberger, compositore tedesco (n. 1737)
- 30 marzo - Victor-François de Broglie, nobile e generale francese (n. 1718)

## Aprile(12)
- 3 aprile - Jędrzej Kitowicz, storico polacco
- 5 aprile - Jean-Charles Pichegru, generale e politico francese (n. 1761)
- 8 aprile - Agustín Ayestarán Landa, vescovo cattolico spagnolo (n. 1738)
- 9 aprile - Jacques Necker, politico e economista svizzero (n. 1732)
- 14 aprile - Francisco Antonio de Lorenzana y Butrón, cardinale e arcivescovo cattolico spagnolo (n. 1722)
- 15 aprile - Michael Huber, filologo, storico della letteratura e scrittore tedesco (n. 1727)
- 16 aprile - William Maclay, politico statunitense (n. 1737)
- 19 aprile - Robert Hay-Drummond, X conte di Kinnoull, nobile scozzese (n. 1751)
- 20 aprile - Ernesto II di Sassonia-Gotha-Altenburg, duca tedesco (n. 1745)
- 23 aprile - Ahmad al-Jazzar Pascià, militare ottomano (n. 1722)
- 28 aprile - Hans Gram, compositore danese (n. 1754)
- 29 aprile - Edoardo Ignazio Calvo, poeta e medico italiano (n. 1773)

## Maggio(6)
- 1º maggio - Henry Cecil, I marchese di Exeter, nobile e politico inglese (n. 1754)
- 5 maggio - Antonio José Cavanilles, botanico spagnolo (n. 1745)
- 17 maggio - Domenico Morelli, vescovo cattolico e letterato italiano (n. 1714)
- 17 maggio - Carlo Gioacchino di Fürstenberg, principe (n. 1777)
- 29 maggio - Franz Karl Alter, gesuita, filologo classico e insegnante austriaco (n. 1749)
- 30 maggio - Ralph Izard, politico statunitense

## Giugno(7)
- 1º giugno - František Herzan von Harras, cardinale e vescovo cattolico ceco (n. 1735)
- 11 giugno - Joannes-Henricus von Franckenberg, cardinale e arcivescovo cattolico tedesco (n. 1726)
- 16 giugno - Johann Adam Hiller, compositore tedesco (n. 1728)
- 18 giugno - Maria Amalia d'Asburgo-Lorena, sovrana austriaca (n. 1746)
- 21 giugno - Valerian Aleksandrovič Zubov, generale russo (n. 1771)
- 22 giugno - Diego Gatta, religioso, giurista e funzionario italiano (n. 1729)
- 25 giugno - Georges Cadoudal, generale francese (n. 1771)

## Luglio(9)
- 4 luglio - Jean Aufresne, attore teatrale e regista svizzero (n. 1728)
- 5 luglio - Giovanni Provera, generale austriaco
- 10 luglio - Marianne von Dalberg, contessa tedesca (n. 1745)
- 12 luglio - Alexander Hamilton, politico e generale statunitense (n. 1757)
- 12 luglio - Carlo Lodovico Morozzo, chimico e naturalista italiano (n. 1743)
- 15 luglio - Giuseppe Bertieri, arcivescovo cattolico italiano (n. 1734)
- 24 luglio - Martin Knoller, pittore e docente austriaco (n. 1725)
- 25 luglio - William Forsyth, botanico scozzese (n. 1737)
- 30 luglio - Carlo Allioni, botanico e medico italiano (n. 1728)

## Agosto(7)
- 2 agosto - Valentin Adamberger, tenore tedesco (n. 1740)
- 4 agosto - Adam Duncan, ammiraglio britannico (n. 1731)
- 9 agosto - George Hay, VII marchese di Tweeddale, nobile scozzese (n. 1753)
- 16 agosto - Nicolò Angelo Sagredo, arcivescovo cattolico italiano (n. 1728)
- 19 agosto - Louis-René-Madeleine de Latouche-Tréville, ammiraglio francese (n. 1745)
- 19 agosto - Barthélemy Louis Joseph Schérer, generale francese (n. 1747)
- 22 agosto - Jean de Dieu-Raymond de Boisgelin de Cucé, cardinale e arcivescovo cattolico francese (n. 1732)

## Settembre(4)
- 1º settembre - Ludovico Savioli, nobile, poeta e storico italiano (n. 1729)
- 20 settembre - Pierre Joseph Bonnaterre, abate e naturalista francese (n. 1752)
- 20 settembre - Pierre Méchain, astronomo francese (n. 1744)
- 22 settembre - Antonio Cresi, vescovo cattolico italiano (n. 1733)

## Ottobre(11)
- 2 ottobre - Joseph Nicolas Cugnot, ingegnere francese (n. 1725)
- 5 ottobre - Madame Vestris, attrice teatrale francese (n. 1743)
- 9 ottobre - Alessandro IV Sanvitale, nobile italiano (n. 1731)
- 15 ottobre - Antoine Baumé, chimico, farmacista e inventore francese (n. 1728)
- 16 ottobre - Domenico Mancinelli, oboista e compositore italiano (n. 1724)
- 20 ottobre - William FitzGerald, II duca di Leinster, nobile, politico e poeta irlandese (n. 1749)
- 23 ottobre - Giovanni Nani, vescovo cattolico italiano (n. 1727)
- 25 ottobre - Juan Aldovera, attore teatrale spagnolo (n. 1722)
- 27 ottobre - Jean-Joseph-Victor Genissieu, politico, avvocato e magistrato francese (n. 1751)
- 29 ottobre - George Morland, pittore inglese (n. 1763)
- 30 ottobre - John Linn, scrittore statunitense (n. 1777)

## Novembre(13)
- 1º novembre - Johann Friedrich Gmelin, biologo, botanico e entomologo tedesco (n. 1748)
- 2 novembre - Georg Christian Adler, filologo e archeologo tedesco (n. 1724)
- 2 novembre - Armand-Gaston Camus, politico francese (n. 1740)
- 2 novembre - Francesco Antonio Grillo, vescovo cattolico italiano (n. 1744)
- 4 novembre - Nicola Peccheneda, pittore italiano (n. 1725)
- 5 novembre - Betje Wolff, scrittrice olandese (n. 1738)
- 14 novembre - Aagje Deken, scrittrice olandese (n. 1741)
- 14 novembre - George Hobart, III conte di Buckinghamshire, politico inglese (n. 1731)
- 17 novembre - Sultan bin Ahmad, sovrano omanita (n. 1755)
- 18 novembre - Pietro Alessandro Guglielmi, compositore italiano (n. 1728)
- 18 novembre - Philip Schuyler, generale e politico statunitense (n. 1733)
- 23 novembre - Stefano Borgia, cardinale, storico e numismatico italiano (n. 1731)
- 23 novembre - Giovanni Mane Giornovichi, violinista e compositore italiano (n. 1747)

## Dicembre(13)
- 1º dicembre - Thomas Harley, politico britannico (n. 1730)
- 1º dicembre - Philippe Lebon, inventore francese (n. 1767)
- 10 dicembre - Carlo Andrea Rana, architetto e matematico italiano (n. 1715)
- 16 dicembre - Christian Felix Weiße, poeta, scrittore e pedagogo tedesco (n. 1726)
- 17 dicembre - Pierre Julien, scultore francese (n. 1731)
- 21 dicembre - Pietro Rossi, medico e zoologo italiano (n. 1738)
- 24 dicembre - Francesco Collecini, architetto e urbanista italiano (n. 1723)
- 24 dicembre - Martin Vahl, botanico e zoologo norvegese (n. 1749)
- 24 dicembre - Francesco La Vega, archeologo, ingegnere militare e architetto italiano (n. 1737)
- 25 dicembre - Contarina Barbarigo, nobildonna italiana
- 26 dicembre - Onofrio Maria Gennari, vescovo cattolico italiano (n. 1730)
- 26 dicembre - Johann Friedrich Unger, editore e tipografo tedesco (n. 1753)
- 28 dicembre - Louis-André de Grimaldi, vescovo cattolico e nobile francese (n. 1736)

## Senza giorno specificato(34)
- Dido Elizabeth Belle, inglese (n. 1761)
- Carlo Bellini, filologo e rivoluzionario italiano (n. 1735)
- Giovanni Bottani, pittore italiano (n. 1725)
- Jacob Bryant, antiquario inglese (n. 1715)
- Ercole Cacherano d'Osasco, politico italiano (n. 1735)
- Giovanni Campovecchio, pittore italiano (n. 1754)
- Luigi Campovecchio, pittore e architetto italiano (n. 1740)
- Pietro Checchia, architetto italiano
- Giuseppe Ciaccheri, presbitero, bibliotecario e collezionista d'arte italiano (n. 1724)
- Gioacchino Cocchi, compositore italiano
- Caterina Galli, mezzosoprano italiano (n. 1723)
- Maurizio Garzoni, prete italiano (n. 1734)
- Ferdinando Gregori, incisore italiano (n. 1743)
- Jampel Gyatso, monaco buddhista tibetano (n. 1758)
- Peter Haas, incisore danese (n. 1754)
- Thomas Hardy, pittore e incisore britannico (n. 1757)
- Barbara Heck, religiosa irlandese (n. 1734)
- Javad Khan, sovrano azero (n. 1748)
- John Ker, nobile e letterato britannico (n. 1740)
- Alfonso Longo, abate italiano (n. 1738)
- Gaetano Manna, compositore italiano (n. 1751)
- John McCausland, politico irlandese (n. 1735)
- Giuseppe Mirone Pasquali, chimico e naturalista italiano (n. 1753)
- Paolo Moretti, presbitero italiano (n. 1759)
- Gaetano Nicodemi, botanico italiano (n. 1756)
- Giuseppe Pellandi, attore teatrale italiano (n. 1730)
- Thomas Percival, medico inglese (n. 1740)
- Nicholas Revett, architetto britannico (n. 1720)
- Giacomo Sannazzari della Ripa, mercante e collezionista d'arte italiano (n. 1755)
- Johann Joachim Spalding, teologo tedesco (n. 1714)
- Wilhelm Abraham Teller, teologo tedesco (n. 1734)
- Giovanni Valentini, compositore italiano
- Giuseppe Vespa, medico italiano (n. 1727)
- Giuseppe Viscovich, militare italiano (n. 1728)